# GameSpot
GameSpot ist ein US-amerikanisches Onlinemagazin für Computerspiele, das Testberichte und Ankündigungen über Computerspiele und Unternehmen der Computerspielindustrie publiziert. Außerdem haben angemeldete Benutzer die Möglichkeit, auf der Website eigene Testberichte, Blogs und Forenbeiträge zu schreiben. Die Seite wurde von Pete Deemer und Vince Broady ins Leben gerufen und ging im Mai 1996 online.
Im Jahr 2004 wurde GameSpot von den Zuschauern von Spike TVs zweiter Video Game Award Show zur „Besten Computerspiel-Website“ gewählt. GameSpot gehörte im April 2022 zu den 600 meistbesuchten Internetseiten weltweit. Ab 2008 gehörte sie zu CBS Interactive.